# NGC 658

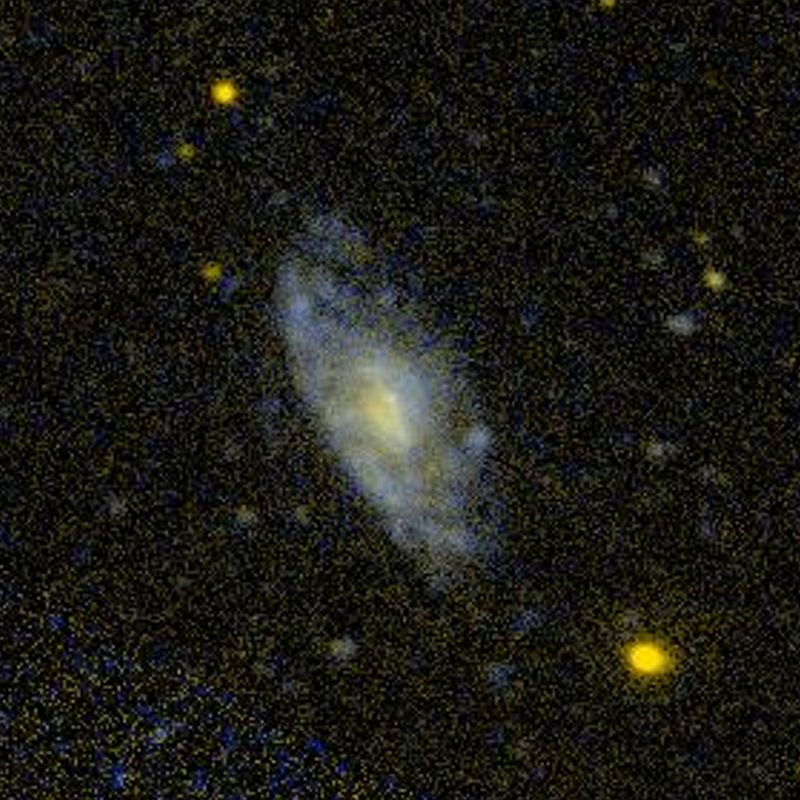
NGC 658 en ultraviolet par GALEX.

NGC 658 est une galaxie spirale située dans la constellation des Poissons. NGC 658 a été découverte par l'astronome français Édouard Stephan en 1880.

## Caractéristiques
Sa vitesse par rapport au fond diffus cosmologique est de 2 693 ± 21 km/s, ce qui correspond à une distance de Hubble de 39,7 ± 2,8 Mpc (∼129 millions d'al).
À ce jour, 19 mesures non basées sur le décalage vers le rouge (redshift) donnent une distance de 37,026 ± 7,949 Mpc (∼121 millions d'al), ce qui est à l'intérieur des valeurs de la distance de Hubble.
La classe de luminosité de NGC 658 est II et elle présente une large raie HI.
En raison d'une brillance de surface égale à 14,20 mag/am2, on peut qualifier NGC 658 de galaxie à faible brillance de surface (LSB en anglais pour low surface brightness). Les galaxies LSB sont des galaxies diffuses (D) avec une brillance de surface inférieure de moins d'une magnitude à celle du ciel nocturne ambiant.